# Туи, Дэвид
Дэвид Нил Туи (англ. David Neil Twohy; род. 18 октября 1955) — американский кинорежиссёр и сценарист, известный авторством таких фантастических кинопроектов, как «Чёрная дыра», «Глубина», «Прибытие», «Хроники Риддика».

## Биография
Дэвид Туи окончил Калифорнийский университет, получив степень в области радио/телевидения/фильмов. Свои первые шаги в большом кино сделал, написав несколько сценариев, начав с кинофильма «Зубастики 2» в 1988 году. У фильма были хорошие сборы, он стал очень популярен. После Дэвид написал сценарий к кинофильму «Чернокнижник» (1989), который имел большие трудности с прокатом, но впоследствии стал культовым, и сценарий к кинофильму «Беглец» 1993 года, с Харрисоном Фордом, который прославил своих создателей. В 1995 году Туи написал сценарий для кинофильма «Водный мир» с Кевином Костнером, и снова фильм прославился. Далее последовали фильмы «Прибытие» 1996 года с Чарли Шином, «Солдат Джейн» 1997 года с Деми Мур.
Туи продолжал писать сценарии, но уже в 1991 году попробовал себя в качестве режиссёра, сняв кинофильм «Замечательная поездка», однако привлек внимание к своей работе только фантастическим кинофильмом «Прибытие» (1996), а развил успех благодаря картине «Чёрная дыра» 2000 года. Сегодня он в первую очередь ассоциируется именно с кинофильмами серии о Риддике, роль которого исполнил популярный актёр Вин Дизель. Несложно заметить, что режиссёр предпочитает фантастику всем остальным жанрам. В 2004 году он снимает продолжение «Черной дыры» под названием «Хроники Риддика». Фильм не был столь успешен, однако у него нашлось много поклонников, и в 2013 году выпустил его продолжение под названием «Риддик». Стоит отметить кинофильм «Глубина» 2002 года — мистический триллер, действие которого разворачивается во времена Второй мировой войны, режиссёр снялся в роли капитана судна.
В 2001 году вышел фильм «Пришелец» по сценарию Туи. Он также написал сценарий видеоигры «Chronicles of Riddick: Escape from Butcher Bay» для Microsoft Xbox.

### «Замечательная поездка»
Его первой режиссёрской работой стала фантастическая мелодрама вышедшая в прокат в 1992 году под названием «Замечательная поездка», по новелле Лоренса О’Доннелла (Генри Каттнера) и К. Л. Мур «Лучшее время года» (англ. Vintage Season), в главный роли снялся Джефф Дэниэлс.
В центре событий картины — путешествия во времени и катастрофа в небольшом городке, овдовевший мужчина по имени Бен и его дочь Хилари, приехавшие на свою беду в родной город, для того чтобы как-то пережить трагедию, их попытки наладить жизнь, взаимоотношения с судьей и дедом Хилари, а также нравственный аспект между Беном и путешественниками во времени и связанные с этим вопросы, такие как эффект бабочки.

### «Прибытие»
Благодаря этому фильму о Туи заговорили как о серьёзном режиссёре.

### «Черная дыра»
Фантастический фильм 2000 года, главную роль в котором исполнил Вин Дизель. Именно с этим фильмом ассоциируется фамилия Туи, так как картина снискала необыкновенную популярность. По её мотивам, в 2004 году, было снято продолжение — «Хроники Риддика», в 2013 году вышел фильм «Риддик», который должен был в большей степени напоминать «Черную дыру» по своему стилю и атмосфере.
Идеей сюжета послужил рассказ Айзека Азимова «Приход ночи», который ранее, в 1988 году, уже был экранизирован в фильме «Сумерки». Начальный эскиз к фильму даже представлял название фильма как «Сумерки».
Фильм рассказывает о событиях, происходящих на небольшой пустынной планете (чем-то похожей на Сатурн), где чудом совершил аварийную посадку грузовой корабль с пассажирами на борту, в котором ко всему прочему конвоировали опасного преступника по имени Ричард Б. Риддик. Оставшиеся в живых находят заброшенное поселение геологов, после нескольких смертей они выясняют, что все живое на планете уничтожили твари, передвигающиеся только ночью.

### «Глубина»
Мистическая драма. Несколько необычна для Дэвида Туи, так как до этого он не писал сценарии для подобных фильмов и не ставил их.

### «Хроники Риддика»
Продолжение фильма «Черная дыра» о приключениях Ричарда Б. Риддика, вышло лишь спустя 4 года, новый фильм существенно отличался от первого, прежде всего постоянной сменой действия и много большим объёмом персонажей, по его мотивам сняли мультфильм «Хроники Риддика: Тёмная ярость», а также вышла компьютерная игра The Chronicles of Riddick: Escape from Butcher Bay.
События фильма разворачиваются спустя некоторое время — девочка спасённая им с планеты в первом фильме успевает вырасти и стать девушкой, сам Риддик живёт в изгнании, на далекой холодной планете, куда за ним прилетают охотники, которые получили заказ от священника, которому нужна помощь в борьбе с некими Некромонгерами, существами уничтожающими миры и убивающими или обращающими в свою веру всех, кто им попадается.

### «Риддик»
Риддик, по-прежнему находящийся в числе самых разыскиваемых преступников вселенной, брошен умирать на враждебной бесплодной планете (чем-то похожей на Марс), где он вынужден будет противостоять обитающим на ней хищникам, а затем — двум бандам галактических наёмников, охотящихся за ним.

## Фильмография
| Год  | Проект                        | Режиссёр | Сценарист | Продюсер       | Примечания                  |
| ---- | ----------------------------- | -------- | --------- | -------------- | --------------------------- |
| 1988 | Зубастики 2: Основное блюдо   |          | Да        |                |                             |
| 1989 | Чернокнижник                  |          | Да        |                |                             |
| 1991 | Замечательная поездка         | Да       | Да        |                |                             |
| 1993 | Беглец                        |          | Да        |                |                             |
| 1994 | Скорость падения              |          | Да        | Исполнительный |                             |
| 1995 | Водный мир                    |          | Да        |                |                             |
| 1996 | Прибытие                      | Да       | Да        |                |                             |
| 1997 | Солдат Джейн                  |          | Да        |                |                             |
| 2000 | Чёрная дыра                   | Да       | Да        |                |                             |
| 2000 | Чёрная дыра: Cлэм Сити        | Да       | Да        | Да             | Анимированный комикс        |
| 2001 | Пришелец                      |          | Да        |                |                             |
| 2002 | Глубина                       | Да       | Да        |                | Камео (Британский капитан)  |
| 2004 | Хроники Риддика               | Да       | Да        |                |                             |
| 2004 | Хроники Риддика: Тёмная Фурия |          | Сюжет     |                | Короткометражный мультфильм |
| 2009 | Идеальный побег               | Да       | Да        |                |                             |
| 2013 | Риддик: Удар в спину          |          | Да        | Да             | Анимированный комикс        |
| 2013 | Риддик                        | Да       | Да        |                |                             |
| 2025 | Восход ледяной луны           |          | Да        |                |                             |
| TBA  | Хроники Риддика: Фурия        | Да       | Да        |                |                             |
| TBA  | Бег со львами                 | Да       | Да        |                |                             |
| TBA  | Мерк Сити                     |          | Да        |                | Сериал                      |